# Peter Orlovsky
Peter Orlovsky (8. července 1933 New York – 30. května 2010 Willistion) byl americký básník, známý zejména svým milostným poměrem s beatnickým básníkem Allenem Ginsbergem.
Po skončení studií na vysoké škole sloužil jako zdravotník americké armády v Korejské válce. Ginsberga potkal až v roce 1954 v San Franciscu, a to díky malíři jménem Robert La Vigne. Orlovsky byl nejdříve zaměstnán jako Ginsbergův sekretář a později se stal i jeho milencem. Tento vztah vydržel čtyřicet let.
Zemřel v roce 2010 ve věku 76 let na karcinom plic.

## Dílo
výběr
- Dear Allen, Ship will land Jan 23, 58 (1971)
- Lepers Cry (1972)
- Clean Asshole Poems & Smiling Vegetable Songs (1978) (reprinted 1992)
- Straight Hearts' Delight: Love Poems and Selected Letters (s Allenem Ginsbergem) (1980)
- Dick Tracy's Gelber Hut (1980)